# ادام هارت‌دیویس
ادام هارت‌دیویس (انگلیسی: Adam Hart-Davis؛ زادهٔ ۴ ژوئیهٔ ۱۹۴۳) یک مورخ، عکاس، نویسنده و دانشمند در زمینه شیمی اهل بریتانیا است.
او همچنین سابقهٔ فعالیت در شبکهٔ بی‌بی‌سی به عنوان مجری را دشته است.